# Пакошћ
Пакошћ (пољ. Pakość) град је у Пољској у Војводству кујавско-поморском. По подацима из 2012. године број становника у месту је био 5790.

## Становништво
| 1980. | 2012. |
| ----- | ----- |
| 5.433 | 5.790 |